# Синдром психической зависимости
Синдро́м психи́ческой зави́симости — часть синдрома зависимости, включающая навязчивое влечение к психоактивному веществу и способность достижения состояния психического комфорта в предмете влечения. Появлению синдрома психической зависимости предшествует синдром изменённой реактивности.
Синдром выражается в постоянных мыслях о психоактивном веществе, подавленности, неудовлетворённости в отсутствие вещества, подъёме настроения в предвкушении его приёма. Синдром трудно выявляем, так как в подавляющем большинстве случаев имеется установка больного на диссимуляцию.
В подавляющем большинстве случаев психическая зависимость является основной и единственной причиной постоянных рецидивов употребления психоактивного вещества.
Способность достижения состояния психического комфорта при интоксикации не является синонимом эйфории, под ним подразумевается не столько переживание удовольствия, сколько уход от состояния неудовольствия. Если здоровый человек способен ощущать удовольствие во многих ситуациях, в том числе в состоянии наркотического опьянения, то наркопотребитель — только при употреблении наркотика. С течением болезни появляется симптом улучшения психических функций под действием привычного наркотика. Наркотик становится необходимым условием благополучного психического существования и функционирования. Этот симптом наблюдается при всех формах наркомании, за исключением тех, в которых психика при приеме препарата дезорганизуется всегда (психоделики, холиноблокаторы и т. п.).